# Mischocyttarus alboniger
Mischocyttarus alboniger är en getingart som beskrevs av Richards 1978. Mischocyttarus alboniger ingår i släktet Mischocyttarus och familjen getingar. Inga underarter finns listade i Catalogue of Life.